# Cheilopogon antoncichi
Cheilopogon antoncichi är en fiskart som först beskrevs av Loren P. Woods och Schultz, 1953.  Cheilopogon antoncichi ingår i släktet Cheilopogon och familjen Exocoetidae. Inga underarter finns listade i Catalogue of Life.